# Haru
阿部春野（日语： Abe Haruno，2000年02月21日—），藝名Haru，韓國女子組合前Nature的日本成員。

## 生涯

### 出道前
- はる(Haru)從8歲開始跳體育舞蹈，在日本小學，初中，高中錦標賽中三次奪冠，是國家代表隊的希望之星，但因爲想在韓國出道，所以來到了韓國。

### 出道後
- 2018年8月3日，在Nature隊內以主領舞、副唱身分在韓國出道[2][3][4][5][6]。

- 2024年4月27日，所屬公司n.CH娛樂正式宣布團體解散[7]。